# Theresia Zierler
Theresia Zierler (* 30 de setembro de 1963, Eibiswald, Áustria)  é uma política da Lista do Fritz Dinkhauser, "Bürgerforum" (Fórum dos Cidadãos). Antes do Bürgerforum, ela era membro da FPÖ (até 2005) e de 2005 até 2007 foi membro do BZÖ.